# De Hout (Drechterland)
De Hout is een buurtschap in de gemeente Drechterland, in de Nederlandse provincie Noord-Holland. Het behoorde tot 1 januari 2006 het bij de gemeente Venhuizen. De plaats heeft samen met het gehucht Blokdijk en omliggende gebied 370 inwoners (2020).
De (landbouw)bewoning van de Hout is ontstaan langs een weg op de grens van de dorpsgebieden van Binnenwijzend (na 1817 gemeente Westwoud), Hoogkarspel, Hem en Venhuizen (beide na 1812 gemeente Venhuizen). De weg liep in het westen over in de Blokdijk en in het oosten in de Buurt onder Venhuizen. In de 17e eeuw werd een voetpad aangelegd tussen de Hout en Hoogkarspel. Bij de gemeentelijke herindelingen van 1979 kwam alle bebouwing in de Hout onder het dorp Hem in de gemeente Venhuizen te vallen. In 2006 fuseerde de gemeente Venhuizen met Drechterland tot de gemeente Drechterland.
Het voetpad naar Hoogkarspel is later geasfalteerd en heet nu de Houterweg, dit in tegenstelling tot de oorspronkelijk weg door de Hout die vroeger de naam Houterweg droeg. Deze weg is tegenwoordig opgenomen in een autoweg, de N506, met uitzondering van enkele korte bochten, die nu buiten de N-weg liggen. De Hout bestaat nog steeds vooral uit landbouwbewoning, maar kent een kleine kern van huizen rond het kruispunt met de Houterweg, waar zich onder meer een tankstation en een pannenkoekenrestaurant bevinden.
De plaatsnaam komt in 1639 als Den Hont en in 1745 als Den Houte voor.

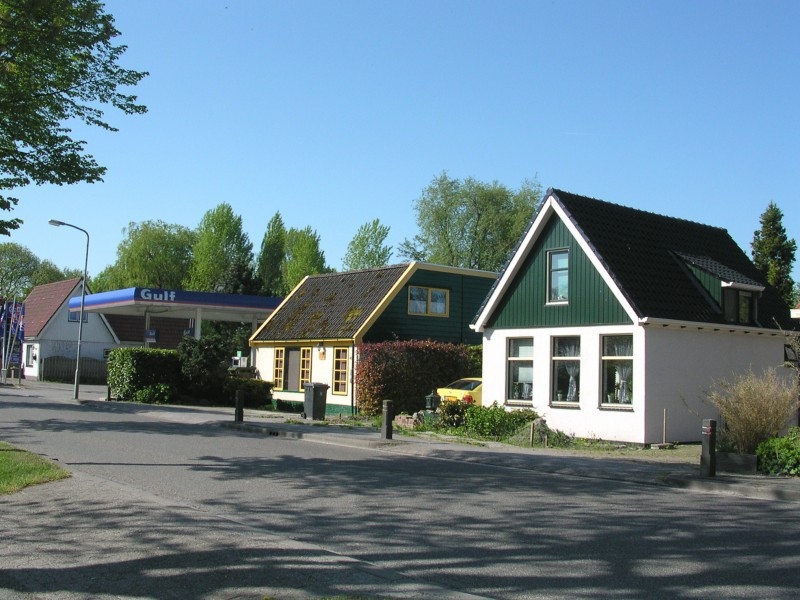
Uitzicht op de woonkern van De Hout
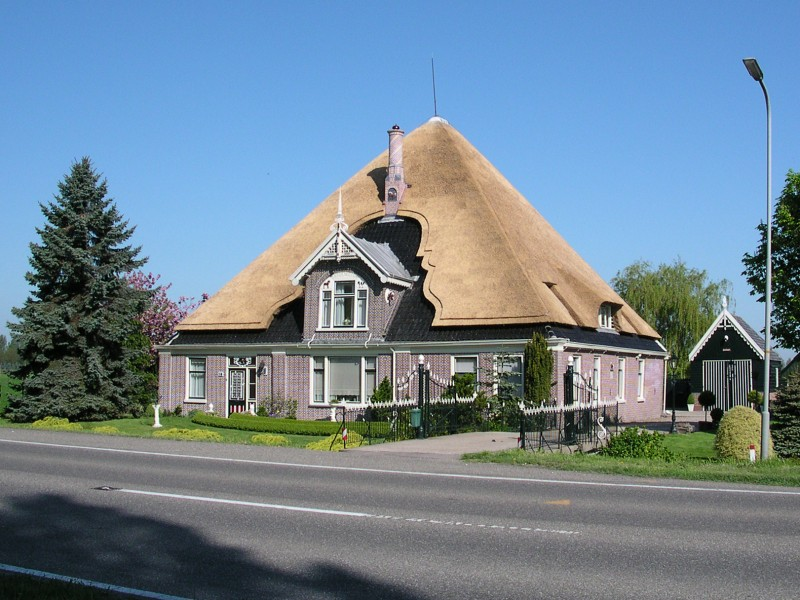
Stolpboerderij aan de provinciale weg in De Hout

Dorpen: Hem · Hoogkarspel · Oosterblokker · Oosterleek · Schellinkhout · Venhuizen · Westwoud · Wijdenes

Buurtschappen: Binnenwijzend · Blokdijk · De Bangert (deels) · De Buurt · De Hout · De Weed · Kraaienburg · Leekerweg · Munnickaij (deels) · Oostergouw · Oosterwijzend · Oudijk · Tersluis · Westerbuurt · Westerwijzend · Wijmers · Zittend
Noord-Holland: Steden en dorpen      Nederland: Provincies · Gemeenten